# 李大武
李大武（1558年—1587年），字仲吉，號晉陽，直隸蘇州府長洲縣人，衛舍籍，明朝政治人物。

## 生平
萬曆十三年（1585年）乙酉應天鄉試一百二名，萬曆十四年（1586年）丙戌科會試二十二名，登三甲第一百九十一名。吏部观政，改翰林院庶吉士。十五年养病，卒。

## 家族
曾祖李俊，曾任庠生；祖父李堂；父李鳳翥，曾任庠生。前母姚氏；母顧氏。慈侍下。兄大夏（庠生）、大成、大本、大經、大文。弟大綸、大有、大道、大德、大韶。